# Гротескно-сатиричний роман
Гротескно-сатиричний роман — літературний твір, основними засобами якого є гротеск і сатира. Нерідко його називають химерно-гротескним чи просто гротескним романом. До цього жанру можна віднести такі твори — «Гаргантюа і Пантагрюель» (1533-1564) Франсуа Рабле, «Сімпліціссімус» (1669) Ганса Гріммельзгаузена, «Мандри Ґуллівера» (1726)  Джонатана Свіфта, («Життєва філософія кота Мурра» (1820-1822) Е.Т.А.Гофмана (значна частина його літературного доробку містить гротеск).

## Характеристика
Гротеском називають художній образ, в якому порушуються звичні норми життєвих реалій, але водночас ніби паралельно зображується реальність, у якій існує ця неправдоподібність. Фантастика і реальність ніби переплітаються і стають одним цілим. Гротеск — це взагалі поєднуваність непоєднуваного, тож поруч із сатиричністю ми зустрічаємо трагічність, із комічним — страшне, з потворним — прекрасне. Образно кажучи, гротеск — це дійсність, що «марить», або ж навіть марення, що переходить в реальність. Абсурд доповнює здоровий глузд і навпаки. Спершу цим словом визначали живопис у гротах давньоримських будов, де зображення квітів гармонійно переплітались із зображенням тварин і людей.
Сатира в даних творах має не менше значення, ніж гротеск. Адже попри всю фантастичність своїх образів, гротескно-сатиричні романи нерідко мають на меті висміювання певних явищ, звичаїв, людей чи типів людей. Сатира трапляється практично в усіх творах цього жанру. Гротескно-сатиричний роман можна розглядати як сплав сатиричного та фантастичного романів, проте й такий, що має свої критерії — висміювання не є основним завданням цього роману (як у сатиричному романі), а фантастичність ледь відчувається під дією натуралістичних засобів зображення дійсності.

## Письменники, яким притаманний гротеск
Звичайно, одним із найвизначніших творів даного жанру справедливо буде назвати «Майстра і Маргариту» Михайла Булгакова (принаймні серед творів XX століття). До гротескно-сатиричного роману (а, точніше, його різновиду) відносять «Історію одного міста» М. Салтикова-Щедріна, близький до нього за стилем «Острів пінгвінів» Анатоля Франса. У романах «Америка», «Процес» і «Замок» Франца Кафки теж наявний гротеск (трапляється практично в усіх його творах). Гротескно-сатиричні романи XX століття —  «Поправка-22» Дж. Келлера, «Сновидний світ» Р. Аренаса. «Сто років самотності» Ґабрієль Ґарсії Маркеса — це доволі значний твір даного жанру. Гротеск застосовували Едгар Аллан По, Віктор Гюго, Микола Гоголь, Карел Чапек, Курт Воннегут, Міґель Анхель Астуріас. Серед українських письменників — Григорій Квітка-Основ'яненко, Іван Нечуй-Левицький, Іван Франко, Павло Загребельний, Олег Чорногуз.